# Фоминское (Галичский район)
Фоминское — деревня в составе Дмитриевского сельского поселения Галичского района Костромской области России.

## География
Деревня расположена у автодороги Судиславль — Солигалич Р100.

## История
Согласно Спискам населенных мест Российской империи в 1872 году деревня относилась к 2 стану Галичского уезда Костромской губернии. В ней числилось 27 дворов, проживало 98 мужчин и 123 женщины. В деревне находилось Фоминское волостное правление и училище.
Согласно переписи населения 1897 года в деревне проживало 193 человека (75 мужчин и 118 женщин).
Согласно Списку населенных мест Костромской губернии в 1907 году деревня относилась к Фоминской казенной волости Галичского уезда Костромской губернии. По сведениям волостного правления за 1907 год в ней числилось 47 крестьянских дворов и 259 жителей. Основным занятием жителей был малярный промысел.
До муниципальной реформы 2010 года деревня также входила в состав Дмитриевского сельского поселения.